# Zenica
Zenica – miasto w Bośni i Hercegowinie, w Federacji Bośni i Hercegowiny, stolica kantonu zenicko-dobojskiego, siedziba miasta Zenica. Leży nad rzeką Bośnią. 

## Opis
W mieście znajduje się cerkiew Narodzenia Matki Bożej.
W 2013 roku liczyło 70 553 mieszkańców, z czego większość stanowili Boszniacy.
W mieście rozwinął się przemysł chemiczny, papierniczy oraz hutniczy.

## Miasta partnerskie
- Gelsenkirchen, Niemcy
- Hunedoara, Rumunia
- Üsküdar, Stambuł, Turcja
- Karşıyaka, Turcja
- Luleå, Szwecja
- Temirtau, Kazachstan
- Fiorenzuola d’Arda, Włochy
- Zalaegerszeg, Węgry